# Giacomo Gherardi
Giacomo Gherardi, detto Il Volterrano (Volterra, 25 luglio 1434 – Aquino, settembre 1516), è stato un diplomatico e presbitero italiano.
Segretario di Giacomo Ammannati e diplomatico a Napoli e a Milano per lo stato pontificio, fu precettore di Leone X.
Scrisse un Diarium Romanum sugli avvenimenti di Roma dal 1479 al 1484.